# 朱茂松
朱茂松（1931年12月—2021年2月17日），男，湖南湘阴人，中国政治人物，民进第九届中央委员，岳阳市政协原专职副主席，中国楹联学会会员。

## 生平
1931年12月出生于湖南省望城县，1958年毕业于湖南师范大学，历任中学、师范专科学校语文教师，岳阳师范副校长。1984年5月至1988年1月，担任岳阳市第一届人大常委会委员。1986年增补为岳阳市政协常委、副秘书长。1992年12月至1997年12月，担任岳阳市政协副主席。
晚年致力于楹联文化的发展与弘扬，曾任岳阳市楹联学会副会长（1988年－2010年）、第一会长（2011年－2016年）、名誉会长（2017年－2021年），洞庭诗社副社长。2021年2月17日17时55分逝世。